# ブラッディ・ディスガスティング
ブラッディ・ディスガスティング（Bloody Disgusting）は、ホラー映画、コンピュータゲーム、漫画、音楽を扱う、アメリカ合衆国のホラージャンルのウェブサイトで、特にアンソロジーホラー映画『V/H/S』三部作を製作していることで知られている。

## 歴史
2007年までに、このサイトは毎月150万人のユニークビジター数と、2000万回のページビューを記録した。2007年9月、ビバリーヒルズを拠点とする企業であるThe Collectiveが株式を取得した。

## ブラッディ・ディスガスティング・セレクト
- 冷たい熱帯魚
- ザ・パック 餌になる女